# Leo, Traudl & der Lanz/Episodenliste
Diese Episodenliste umfasst alle Episoden der deutschen Dokumentarfilmreihe Leo, Traudl & der Lanz von 2007. Die Fernsehserie umfasst 21 Folgen, die in der Regel immer am gleichen Tag direkt hintereinander ausgestrahlt wurden. Die Folgen haben weder Vor- noch Nachspann, nur der eingeblendete Titel markiert den Beginn einer neuen Folge.

## Episodentitel
Jede der 21 Folgen hat einen eigenen Titel, die alle in der in Leos niederbayerischen Heimat üblichen Mischung aus Nord- und Mittelbairisch verfasst sind. Zur besseren Verständlichkeit sind die Titel – wenn nötig – in dieser Liste ins Hochdeutsche übersetzt. Die Titel sind direkte Zitate von Leo oder Traudl aus der jeweiligen Folge.

## Vorspann
Die Reportage beginnt mit einem etwa zweiminütigen Vorspann. in San Biagio in Italien schreibt Giuliano Golinelli einen Brief auf Italienisch an Leo. Dieser ist auch in Italien als Experte für alte Traktoren und Landmaschinen bekannt. Giuliano möchte ihn gerne kennenlernen und lädt Leo und Traudl auf das Festivale – einem großen Traktorentreffen in San Biagio – ein. Der Brief wird in einen Briefkasten geworfen und im Zeitraffer macht er sich – über die Landstraße und die Autobahn – auf den Weg nach Mitterrohrbach, wo er bei Leo im Briefkasten landet.

## Episodenliste
| Nr. | Originaltitel | Zusammenfassung | Erstausstrahlung | Reiseroute                                                                      |
| --- | --- | --- | ---------------- | ------------------------------------------------------------------------------- |
| 1   | Do is Italien, da fahr ma pfeilgrad umi. (Dort ist Italien, da fahren wir ohne Umwege hin.)                                           | Leo und Traudl überlegen nicht lange und beschließen, nach Italien zu fahren. Leo besteht allerdings darauf, mit dem Bulldog zu fahren. Traudl möchte lieber mit dem Auto fahren, lässt sich aber von Leo überreden, weil es immer etwas Besonderes ist, mit einem Traktor auf ein Traktorentreffen zu fahren. Als Fahrzeug wird Leos über 70 Jahre alter Lanz 9506, der „Graf Stauffenberg“, ausgewählt. Diesen hat Leo vor vielen Jahren auf dem Gut der Familie Stauffenberg gekauft und ihn deshalb „Graf Stauffenberg“ getauft. Leo macht sich wenig Gedanken über die Routenplanung. Er vertraut darauf, trotz nicht vorhandener Italienischkenntnisse die ortskundige Bevölkerung nach dem Weg fragen zu können. Traudl hingegen geht die Sache mit Landkarte und einem Bildband über „Traumstraßen in den Süden“ systematisch an. Zudem kommt sie bei Fotos der Rialtobrücke und dem Markusplatz in Venedig ins Schwärmen und versucht Leo zu überzeugen, einen Abstecher dorthin zu machen. Leo kümmert sich um die Technik und Traudl sich um das Reisegepäck, das in einem kleinen Wohnwagen verstaut wird. | 2007             | –                                                                               |
| 2   | Jetzt haut’s ab, weil sonst kummt’s nimmer z’ruck! (Fahrt los, sonst kommt ihr nicht mehr zurück!)                                    | Die Folge beginnt mit dem „Anheizen“ des Motors. Der Glühkopfmotor des „Graf Stauffenberg“ hat eine aufwendige und langwierige Startprozedur, bei der zuerst der Zylinderkopf etwa 20 Minuten lang mit einer externen Wärmequelle vorgeglüht werden muss. Dies zieht auf der Reise regelmäßig Schaulustige an und führt zum Teil auch zu unerwünschten Verzögerungen. Nach einem kurzen Abschied von Freunden und Familie geht es auf die erste kurze Etappe nach Eggenfelden. Dort angekommen besuchen sie einen Kostümverleih, um sich für das Festivale ansprechend einzukleiden. | .                | Mitterrohrbach nach Eggenfelden                                                 |
| 3   | Sakrament! Jetzt kann i nimmer schalten. (Verdammt! Jetzt kann ich nicht mehr schalten.)                                              | Nach Eggenfelden geht es für Traudl und Leo weiter in Richtung Simbach. Dort muss Leo eine am Bahnhofsvorplatz abgestellte Dampflok der Baureihe 52 bewundern. Leo, der neben alten Traktoren auch eine Leidenschaft für landwirtschaftliche Dampfmaschinen und Lokomobile hat, findet es schade, dass die Dampflok im Freien steht und meint, die Lok bräuchte ein Dach. Von Simbach führt die Reise weiter über die Grenze ins benachbarte Österreich, wo sie in Kühberg in der Nähe von Braunau am Inn die erste Nacht verbringen. Und dort macht sich nach gerade einmal 50 Kilometern das erste technische Problem bemerkbar. Das Getriebe des Lanz verliert Öl und erschwert das Schalten. Da der Ölverlust zu einem Getriebeschaden führen kann, versucht Leo verzweifelt, passendes Öl aufzutreiben. | .                | Eggenfelden, Simbach, Kühberg, Burgkirchen, Furth                               |
| 4   | Im Holz drauß bleibst stecka, im Wirtshaus bleibst sitz’n. (Im Wald bleibt man stecken, im Wirtshaus bleibt man sitzen.)              | Bei einer Landmaschinenwerkstatt steuert Leo statt auf die Werkstatt direkt auf die benachbarte Gaststätte zu und bestellt sofort ein Weißbier. Noch vor dem ersten Schluck scheucht ihn Traudl wieder aus dem Gastraum, damit er zuerst das Öl für seinen Bulldog besorgt. Und da gibt Leo wieder eine seiner Lebensweisheiten zum Besten. Er erklärt mehrere Male, dass man nie sagen kann, wann man vom Wald oder vom Wirtshaus nach Hause kommt. Denn im Wald bliebe man stecken und im Wirtshaus bliebe man sitzen. Da auch diese Werkstatt kein passendes Öl für das alte Getriebe des Lanz vorrätig hat, trinkt Leo hastig sein Bier aus und fährt weiter. Leos letzte Rettung ist ein Freund, der im kleinen Dorf Lofer östlich des Obertrumer Sees wohnt. Dieser sammelt auch alte Traktoren und versorgt Leo und seinen Lanz mit dem passenden, dickflüssigen Getriebeöl. | .                | Furth, Mattighofen, Lofer (Gemeinde Mattsee)                                    |
| 5   | Singt der live? | Nachdem das Getriebe des Lanz wieder mit ausreichend Öl versorgt ist, machen sich Leo und Traudl weiter auf den Weg nach Salzburg. Unterwegs kommt es zum Streit zwischen den beiden. Traudl kritisiert Leos Fahrweise während er mehr und mehr davon genervt ist, dass sie ständig redet. In Salzburg angekommen nehmen sie sich etwas Zeit für die Altstadt und kaufen einige der berühmten Salzburger Mozartkugeln. Sehr zum Leidwesen von Leo führt das Geschäft keine seiner geliebten „Minzekugeln“. | .                | Lofer am Obertrumer See, Salzburg                                               |
| 6   | So hast mi no nie g’sehn. (So hast Du mich noch nie gesehen.)                                                                         | In Salzburg lassen sich Leo und Traudl außerdem in historischen Gewändern fotografieren. Nach der Mozartstadt sind die ersten hohen Berge der Tauern in Sicht. Traudl hat Respekt vor den Pässen, vor allem den Bergabpassagen. Leo jedoch ist zuversichtlich, dass sein „Graf Stauffenberg“ und dessen Bremsen die Herausforderungen meistern werden. Die Berge müssen jedoch warten, denn Leo hat kurz hinter Golling einen Wegweiser zu einem Bikeshop entdeckt und so macht er einen kleinen Abstecher. Die Mitarbeiter des Shops bewundern Leos Lanz, während Traudl eine Runde auf einem der Motorräder mitfahren darf. | .                | Salzburg bis Golling                                                            |
| 7   | Do is ois leer. (Da ist alles leer.)                                                                                                  | In strömendem Regen geht es über die Salzachtal Straße weiter in Richtung Alpen. Traudl, die seitlich neben Leo und damit nicht unter dem kleinen Dach des Bulldogs sitzt, ist völlig durchnässt und heilfroh, als sie endlich ihre Unterkunft in St. Johann im Pongau erreichen. Das Nachtquartier muss jedoch warten, denn Leo hat ein kleines Kätzchen entdeckt, mit dem er sofort kuscheln muss. Am liebsten würde er das schwarz-weiße Kätzchen mit nach Hause nehmen, doch Traudl ist strikt dagegen. In Lend muss Leo wieder kurz stehenbleiben, vermutet er doch angesichts des hohen Kamins eines stillgelegten Industriebetriebs eine alte Dampfmaschine. Doch der Kamin gehört zur alten Aluminiumhütte, die heute im Besitz der Salzburger Aluminium AG ist. | .                | Golling nach St. Johann im Pongau und weiter über Schwarzach im Pongau bis Lend |
| 8   | Mit’m Menschen muaßt red’n wia mit’m Ochsn. (Mit einem Menschen muss man reden wie mit einem Ochsen.)                                 | Leo läuft durch die Gassen von Lend und entdeckt in der vom Strukturwandel stark betroffenen Gemeinde an jeder Ecke etwas Interessantes. Vor allem Details an den verlassenen Gebäuden interessieren ihn sehr. In Fusch an der Großglocknerstraße tankt Leo seinen Lanz noch voll, denn vor ihm liegt die größte Herausforderung der Strecke, die Großglockner-Hochalpenstraße. Für den „Graf Stauffenberg“ gibt es Diesel und Öl, für Leo und Traudl einige Souvenirs im Tankstellenshop. | .                | Von Lend bis Fusch an der Großglocknerstraße                                    |
| 9   | Wenn i mal sterb’n müßt, mog i auf’m Bulldog obn sterb’n. (Wenn ich einmal sterben muss, möchte ich auf dem Bulldog sitzend sterben.) | Auf der Glocknerstraße kommt Leo mit seinem alten Bulldog in den Genuss eines vergünstigten „Oldtimertarifs“. Langsam, aber stetig erklimmt das alte Gefährt die Passstraße. Leider zeigt sich das Wetter von seiner schlechtesten Seite, am „Glocknerblick“ sehen Leo und Traudl nur Wolken, dichten Nebel und Schneetreiben. | .                | Von Fusch auf die Großglockner-Hochalpenstraße                                  |
| 10  | Do muß ma nur fortkommen, nachad sieht man so Sach’n. (Man braucht nur wegzufahren, um solche Sachen zu sehen.)                       | Leo und Traudl haben die Nacht beim „Mankeiwirt“ an der Fuscher Lacke verbracht. Traudls Angst vor dem „Abstieg“ vom Großglockner waren unbegründet, denn der alte Lanz meistert die Fahrt bergab ebenso wie bergauf klag- und problemlos. Langsam fahren muss Leo erst weiter unten, als ihn kurz vor Winklern die Fachwerkskonstruktion einer Brücke über die Möll fasziniert. Die Etappe des Tages endet auf dem Campingplatz in Oberdrauburg, wo Leos alter Bulldog wieder das Interesse vieler Menschen weckt. | .                | Von der Großglockner-Hochalpenstraße über Winklern bis Oberdrauburg             |
| 11  | Schau umi, da unten is Italia. (Schau hinüber, dort unten ist Italia.)                                                                | Nach einer Nacht im Wohnwagen und einem herzhaften Frühstück macht Leo den Lanz abfahrbereit und überlässt das Anheizen einem Campingplatznachbarn aus der Nähe von Amsterdam. Direkt auf den Campingplatz folgt der Gailbergsattel und kurz danach der Plöckenpass. An der Passhöhe bleiben Leo und Traudl ehrfürchtig und mit Tränen in den Augen an der Landesgrenze lange vor dem „Italia“-Schild an der alten Grenzstation stehen. | .                | Von Oberdrauburg über den Gailbergsattel bis auf den Plöckenpass                |
| 12  | So was kloans hab i mei Lebtag no ned g’sehn. (So etwas kleines habe ich noch nie gesehen.)                                           | Leo ist noch ganz gerührt, dass er mit dem Bulldog bis Italien gefahren ist. Traudl hingegen wirft ihm vor, dass er nie wollte, auch nicht mit dem Auto. Kurz darauf geht es weiter, die ersten Kilometer auf italienischem Boden die Südrampe des Plöckenpass hinab in Richtung Tolmezzo. Vor Alesso hat Traudl die Übersicht verloren, findet dank der mitgebrachten Landkarte und der Beschilderung doch einen Weg nach Alesso. Dort gibt es einen Kaffee, einen Espresso. Für Leo sind die Tassen viel zu klein und deshalb deren Inhalt zu wenig. Dies hindert ihn jedoch nicht daran, sich zu mehreren Einheimischen an einen Tisch zu setzen und sich lange – ohne dass diese ein einziges Wort verstehen – mit ihnen zu unterhalten. | .                | Vom Plöckenpass über Tolmezzo und den Lago di Tre Comuni bis Alesso.            |
| 13  | In Italia gut Wein. | Nach der kurzen Kaffeepause muss Leo in Tolmezzo in der Via Val di Gorto (lt. Untertitel in Osoppo) unbedingt stehenbleiben, um die kunstvoll in Form geschnittenen Bäume und Sträucher in einem Garten zu bewundern. Danach geht die Reise weiter über die Ponte di Braulins über den Tagliamento nach San Daniele del Friuli. Als Leo den Lanz vor dem Dom San Michele Arcangelo abstellt, wird er sofort von Einheimischen umringt. Einer der Italiener spricht gut deutsch, übersetzt und lädt Leo und Traudl in die nächste Bar ein. Eigentlich wollte Leo ein kleines Bier, aber den Rotwein schlägt er auch nicht aus. Da sie die Zeit vergessen und es zu spät für die Suche nach einem Campingplatz ist, übernachten sie in einer Pension in San Daniele. | .                | Von Alesso über Osoppo nach San Daniele del Friuli                              |
| 14  | Er hat g’sagt: I mog di und weil i di brauch. (Er hat gesagt: Ich mag dich und weil ich dich brauche.)                                | Leo und Traudl bewundern das eindrucksvolle, alte Gebäude der Pension und die gediegene und gepflegte Einrichtung. Traudl bekommt von der Dame des Hauses eine Führung durch das Haus und die alte Küche mit der in der friaulischen Küche so typischen, offenen Feuerstelle, dem „Fogolar“. Inzwischen zeigt der Hausherr Leo die Wirtschaftsgebäude und eine alte Kutsche. Während Leo den „Graf Stauffenberg“ abfahrbereit macht, erzählt Traudl, wie sie Leo damals kennengelernt hat. Sie war Verkäuferin in einer Metzgerei, als eines Tages Leo dort Würste, Leberkäse und ein rohes Schnitzel kauft. Traudl war entsetzt, als Leo das Schnitzel vor ihren Augen roh verspeist, hat sich aber dann doch in den damals noch jungen und adretten Mann verliebt. Und statt „Ich liebe dich“ hat Leo damals gesagt: „I mog di und weil i di brauch.“ Die Reise geht weiter durch den Friaul, durch kleine Dörfer und die typischen weiten Felder mit den linear gepflanzten Rebstöcken, aus denen in der Region Weine wie der Ribolla Gialla, der Malvasia oder der Refosco hergestellt werden. Als der Motor des Lanz anfängt zu stottern, macht Traudl sich schon Sorgen, doch es geht „nur“ der Treibstoff zur Neige. Das stellt Leo aber auch vor ein Problem, den es ist Ferragosto, einer der wichtigsten Feiertage in Italien. Und dort ist es üblich, dass die Tankstellen an Sonn- und Feiertagen geschlossen haben. Bei San Vito al Tagliamento versucht Leo auf einem Weingut, Diesel zu kaufen. Doch bis auf einen Hund hinter dem verschlossenen Tor ist auf dem großen Anwesen weit und breit niemand zu sehen. | .                | Von San Daniele del Friuli nach Villotta                                        |
| 15  | Du bist unser Retter. | In Villotta bei Chions findet Leo einen LKW-Fahrer aus Österreich, dem er etwas Diesel abkaufen möchte. Dieser will davon jedoch nichts wissen und schenkt Leo die Tankfüllung für den alten Lanz. Etwas schwierig gestaltet sich die Suche nach einem passenden Kanister und einem langen Schlauch, trotz nicht vorhandener Italienischkenntnisse schafft es Leo aber doch, von den Einheimischen die so dringend benötigten Dinge zu bekommen. Der Wirt der benachbarten Bar lädt Leo und Traudl auf Getränke ein, doch auch hier erweist sich die Kommunikation schwierig. Denn Traudl hätte gerne eine kalte Limonade, doch das von ihr geäußerte „caldo“ sorgt beim Wirt für Verwirrung, denn das ähnlich klingende italienische Wort bedeutet „warm“ auf Deutsch. Am Ende bekommt dann doch jeder, was er möchte und mit Einheimischen und dem LKW-Fahrer gibt es dann auf dem Parkplatz vor der Bar mit Prosecco und kalter Lemonsoda für Traudl noch eine kleine Feier. | .                | -                                                                               |
| 16  | I möcht’ euch herzlich begrüßen, aus Bayern. Prost!                                                                                   | In strömendem Regen fahren Leo und Traudl Richtung Jesolo. Vor Ort kaufen sie in einem Gemüseladen noch frisches Obst und Leo versucht wieder vergeblich, ein paar „Minzekugeln“ zu bekommen. Kurz darauf erreichen sie auch schon ihren Campingplatz in Cavallino. Leo und sein Lanz sind eine Attraktion auf dem Platz und bringen Abwechslung in den Alltag der Camper. Weshalb sie auch sofort von einer großen Menge Menschen umringt sind, denen er gern etwas über seine Reise und seinen Bulldog erzählt. | .                | Über Jesolo nach Cavallino                                                      |
| 17  | So vui Wasser! So viel Wasser! | Als Leo und Traudl zum Meer wandern, sind sie vom Anblick, der Luft, dem Sand und vor allem der schieren Größe des Meeres überwältigt. Später sitzen sie noch lange am Strand, genießen den Ausblick und das Rauschen der Wellen der Adria. | .                | -                                                                               |
| 18  | In der Stadt der Liebe san ma jetzt! (Wir sind jetzt in der Stadt der Liebe!)                                                         | Für Traudl geht ein Traum in Erfüllung und gemeinsam mit Leo macht sie einen Ausflug nach Venedig, das für sie die „Stadt der Liebe“ ist. Sie besuchen den Markusplatz, kaufen Andenken und machen – wie Traudl es sich erträumt hat – eine Fahrt mit einer Gondel. Während der Gondelfahrt sinniert Traudl über die gemeinsame Zeit mit Leo, die fünf Jahre, die seit der Scheidung vergangen sind sowie über die gemeinsame Zukunft und ob sie sich nicht doch wieder näherkommen können. Leo jedoch lässt den Wortschwall über sich ergehen und genießt lieber die Architektur Venedigs. Leo vergleicht lediglich in seiner ganz eigenen Art die Liebe der beiden mit der Beziehung zwischen einem Bauern und einem alten Ochsen. Mit der Fähre geht es weiter nach Tronchetto, wo Leo den Fahrplan ordentlich durcheinanderbringt. Auf der Fähre kann Leo – wie er es sonst macht – natürlich den Lanz nicht die ganze Zeit laufen lassen. Bei der Ankunft muss er ihn deshalb wieder anheizen und das Fährpersonal kann nichts anderes tun, als mit Feuerlöschern in der Hand so lange warten, bis der alte Bulldog wieder aus eigener Kraft an Land gefahren ist. | .                | Von Cavallino über Venedig nach Tronchetto                                      |
| 19  | Leih mir dei Brille! | Das Ziel der Reise rückt langsam aber sicher in greifbare Nähe und in der Stadt Mira macht Leo es so, wie er es daheim in Mitterrohrbach geplant hatte: vor Ort nach dem Weg fragen. Ohne jegliche Italienischkenntnisse ist der Brief und die Einladung zum Traktorentreffen hilfreich und mit Gesten können die Einheimischen ihm regelmäßig weiterhelfen. Insbesondere, da Leo zur Sicherheit mehrmals nachfragt. In einer Bar in Piove di Sacco fällt ihm das sehr leicht, denn dort sprechen die Leute ein bisschen Deutsch. In Agna muss Leo wieder Hände und Füße zur Verständigung bemühen. Am Lanz hat sich eine wichtige Schraube gelöst, aber der passende 10er Schlüssel ist ihm im Laufe der Reise abhandengekommen. Er kann sich zwar an einer Tankstelle das passende Werkzeug ausleihen, aber nicht kaufen. In einem Eisenwarenladen hat er mehr Glück. Dort muss aber selbst nach dem passenden Werkzeug suchen, denn er kann dem Besitzer beim besten Willen nicht begreiflich machen, was er genau benötigt. Jedoch sieht Leo schlecht, hat keine Brille und kann die Zahlen auf den Werkzeugen schwer lesen. Sich die Brille des Verkäufers zu leihen scheitert aber wieder an der sprachlichen Barriere. | .                | Von Tronchetto über Mira, Piove di Sacco, Agna bis Fratta Polesine              |
| 20  | Es kann scho noch a bisserl Liebe da sein! (Es kann schon noch ein bißchen Liebe da sein!)                                            | In Fratta Polesine – ca. 50 km vom Ziel der Reise entfernt – ist es Zeit für Leo und Traudl, sich auf das Festivale und ihren großen Auftritt dort vorzubereiten. Bei einem Friseur werden Haare geschnitten und Leos Bart in Form gebracht. Bei Castelmassa überqueren sie den Po und sind nur noch gute 10 km von San Biagio entfernt. Auf einem Feld neben der Landstraße ziehen sie die Kleidung an, die sie daheim in Eggenfelden für das Festivale ausgeliehen haben. Am frühen Abend ist San Biagio, das zur Gemeinde San Felice sul Panaro gehört, nach einer Fahrt von 749 km erreicht. Die Straße des kleinen Ortes ist gesäumt von unzähligen Traktoren und Leo und Traudl kommen aus dem Staunen nicht mehr heraus. Leo ist Ehrengast auf dem Fest und wird mit entsprechendem Applaus von den Besuchern empfangen. Er erhält ein besonderes Erinnerungsgeschenk und auch Leo hat für Giuliano Golinelli ein Geschenk der damaligen Landrätin Bruni Mayer seines Heimatlandkreises Rottal-Inn mitgebracht. | .                | Von Fratta Polesine über Castelmassa bis San Biagio                             |
| 21  | Keine Minute hat’s mi gereut! | Auf dem Traktorentreffen ist Leo in seinem Element. Besonders angetan haben es ihm die alten Traktoren von Landini, die in der Anfangszeit auch mit Glühkopfmotoren ausgerüstet waren und damit große Ähnlichkeit mit Leos Lanz-Bulldogs haben. Nach einem langen Tag lassen Leo und Traudl den Abend vor ihrem Wohnwagen ausklingen. Und Leo beteuert immer wieder, dass er es keine Sekunde bereut, nach Italien gefahren zu sein. Besonders beeindruckt hat Leo, wie nett und hilfsbereit die Menschen waren, denen sie auf ihrer Reise begegnet sind. Für Leo war es der Höhepunkt, auf dem Treffen die aufgereihten Landini-Traktoren und die vielen Lokomobile zu sehen. Traudls Höhepunkt war es, das Meer zu sehen. Traudl nimmt Leo auch das Versprechen ab, es in Zukunft – so wie sie es in der Gondel in Venedig besprochen hatte – etwas „anders“ zu machen. | .                | -                                                                               |